# Дирен
Дирен (њем. Düren) град је у њемачкој савезној држави Северна Рајна-Вестфалија. Једно је од 15 општинских средишта округа Дирен. Према процјени из 2010. у граду је живјело 92.904 становника. Град је познат као родно место чувенога њемачкога математичара Дирихлеа.

## Историја
Келти су први на том подручју основали насеобину названу Дурум, што значи замак. После Келта подручје су заузела германска племена. Римска војска под Цезаровом командом заузела град је, којим су владали око 400 година, да би онда тим подручјем овладали Франци. Франци су у Дуруму изградили краљевску палату, одакле потиче назив Палатин (или Фалц на њемачком). Карло Велики је неколико пута боравио у тој палати. Град је био уништен за време Тридесетогодишњега рата. Почетком 19. вијека у граду је било много фабрика папира. Француска војска је 1794. окупирала град, који је остао у саставу Француске све до Бечкога конгреса 1815. године, када улази у састав Прусије. Град је 1944. био потпуно уништен у савезничком бомбардовању. Приликом бомбардовања погинуло је 3.000 људи, а град је тада имао око 22.000 становника. По окончању рата град је обновљен.

## Географски и демографски подаци
Дирен се налази у савезној држави Северна Рајна-Вестфалија у округу Дирен. Град се налази на надморској висини од 125 метара. Површина општине износи 85,0 km². У самом граду је, према процјени из 2010. године, живјело 92.904 становника. Просјечна густина становништва износи 1.093 становника/km². Посједује регионалну шифру (AGS) 5358008, NUTS (DEA26) и LOCODE (DE DUE) код.

## Међународна сарадња
| Мјесто     | Држава              | Врста сарадње | Од    |
| ---------- | ------------------- | ------------- | ----- |
| Ерегли     | Турска              | партнерство   | 2009. |
| Ђинхуа     | Кина                | партнерство   | 2002. |
| Стриј      | Украјина            | партнерство   | 2001. |
| Градачац   | Босна и Херцеговина | партнерство   | 2001. |
| Валансјен  | Француска           | партнерство   | 1959. |
| Кормеј     | Француска           | партнерство   | 1970. |
| Алтминстер | Аустрија            | партнерство   | 1971. |
| Извор      |                     |               |       |